# The 51st State
The 51st State (även känd under titeln Formula 51) är en brittisk-kanadensisk actionfilm från 2001.

## Handling
Den kiltklädde kemisten Elmo McElroy (Samuel L. Jackson) planerar en stor narkotikaaffär. Allting går dock inte enligt planerna. Han åker till England för att sälja sitt nya mycket bra recept. Väl i England träffar han den inte alltför positiva Felix DeSouza (Robert Carlyle) som bara vill gå på en fotbollsmatch.

## Om filmen
The 51st State regisserades av Ronny Yu. Filmens manus skrevs av Stel Pavlou.

## Rollista (urval)
| Samuel L. Jackson   | – Elmo McElroy  |
| Robert Carlyle      | – Felix DeSouza |
| Emily Mortimer      | – Dakota Parker |
| Meat Loaf           | – The Lizard    |
| Jake Abraham        | – Konokko       |
| Mac MacDonald       | – Mr. Davidson  |
| Aaron Swartz        | – Mr. Yuri      |
| David Webber        | – Mr. Jones     |
| Michael J. Reynolds | – Mr. Escobar   |
| Junix Inocian       | – Mr. Ho-Fat    |
| Paul Barber         | – Frederick     |
| Rhys Ifans          | – Iki           |